# Maloideae
Maloideae este o subfamilie de plante din familia Rosaceae. Cercetările filogenice moleculare au arătat că Spiraeoideae și Amygdaloideae formează părți ale aceleași clade ca și Maloideae, iar numele corect al grupului este Amygdaloideae.